# Ковтуни (Лубенський район)
Ковтуни́ — село в Україні, у Хорольській міській громаді Лубенського району Полтавської області. Населення становить 138 осіб. До 2020 орган місцевого самоврядування — Штомпелівська сільська рада.

## Географія
Село Ковтуни знаходиться на відстані за 0,5 км від села Настасівка, за 1 км від сіл Бочки та Ванжина Долина, за 1,5 км від сіл Покровська Багачка, Лобкова Балка та Павлівка. Через село проходять автомобільна дорога М03 та залізниця, станція Платформа 196 км за 2,5 км.

## Історія
Село Ковтуни, хутір Ромоданчик, Логовівка, Рубанівка — поселення одиноких дворів, розкиданих понад шляхом, у кінці XIX на початку XX століття відносилися до Покровсько-Багачанської волості. На місці сучасного села Ковтуни було декілька дворів, один із них Малика Віктора (за спеціальністю фельдшер), який мав біля 35 десятин землі. На хуторі Рубанівка проживав Рубан, який продав свій хутір Савлуку Андрію, що мав біля 120 десятин землі. Хутір Логовівка — помісний хутів поміщиці Лугової Ялосовети Олександрівни, вона мала біля 200  десятин землі, 14 років у неї служив у наймах Сальник Максим Петрович.
В 1907 році чотири брати Ковтуни з Покровської Багачки скупили землі і хутір став називатися Ковтуни.
З 1917 — у складі УНР, з 1918 — у складі Української Держави Гетьмана Павла Скоропадського. З 1921 — стабільний окупаційний режим комуністів. З тих років тут ніби діяла «комуна» — головою якої був Пашко (бессараб), який згодом виїхав у Великий Поділ. В 1920-х роках в Ковтунах був створений комітет незаможних селян. Першою трактористкою в селі стала Є. М. Микитенко.
На хуторі Логовівка в 1929 році організовано колгосп «Червона зірка», який став менеджером Голодомору. Першими до нього вступили 7 дворів (Ковтун М. І., Ковтун Ф. С., Решта О. Г., Птушко І. М., Левчеко Г., Птушко Корній). В 1934 році було створено 2 колгоспи «Вільне життя» (село Бочки) та колгосп «Правда» (село Ковтуни) — голова Богодай Г. Н. У 1958 році колгоспи об'єднали у велику артіль «Україна», у яку ввійшло 16 населених пунктів, у яких проживало понад 3 тис. осіб, закріплено 50-70 га сільськогосподарських угідь. З 1960 року в артілі стали давати зарплату. Головою колгоспу став Бова Григорій Васильович., потім — Солодовник Микола Онопрієвич. В 1967 році Ковтуни були повністю електрифіковані від державної електромережі.
12 червня 2020 року, відповідно до розпорядження Кабінету Міністрів України № 721-р «Про визначення адміністративних центрів та затвердження територій територіальних громад Полтавської області», село увійшло до складу Хорольської міської громади..
19 липня 2020 року, в результаті адміністративно - територіальної реформи та ліквідації Хорольського району, село увійшло до складу новоутвореного Лубенського району.

## Населення

### Мова
Розподіл населення за рідною мовою за даними перепису 2001 року:
| Мова       | Кількість | Відсоток |
| ---------- | --------- | -------- |
| українська | 188       | 95.92%   |
| російська  | 8         | 4.08%    |
| Усього     | 196       | 100%     |

## Люди села
1. Баранов Йосип Федорович, заступник голови . В 1959 р. нагороджений орденом «Трудового Червоного прапора», у 1961 році — медаллю «За трудову доблесть».
2. Дорошенко Ганна Іллінічна, ланкова. Нагороджена орденом «Трудового Червоного прапора».
3. Хрущак Микола Григорович, бригадир Нагороджений орденом «Знак Пошани».
4. Рапенко Ніна Григорівна, колгоспниця. Нагороджена орденом «Знак Пошани».
- Панькова Світлана Михайлівна (* 1957) — історикиня, музеєзнавиця, біографістка, джерелознавиця. Директор Історико-меморіального музею Михайла Грушевського.

## Економіка
Після 2000 року на території с Ковтуни утворилися два фермерські господарства: «Злагода» — керуючий Метлушенко І. В. та фермерське господарство Дорошенка В. Г.

## Об'єкти соціальної сфери
- Бібліотека.
- Готельно-ресторанний комплекс «Мадридський двір», с. Ковтуни, (05362) 9-43-43.
- Сільський клуб.